# Villeta (ort i Colombia, Cundinamarca, lat 5,01, long -74,47)
Villeta är en ort i Colombia.   Den ligger i departementet Cundinamarca, i den centrala delen av landet, 60 km nordväst om huvudstaden Bogotá. Villeta ligger 810 meter över havet och antalet invånare är 20 689.
Terrängen runt Villeta är kuperad åt sydost, men åt nordväst är den bergig. Villeta ligger nere i en dal. Runt Villeta är det ganska tätbefolkat, med 134 invånare per kvadratkilometer. Villeta är det största samhället i trakten. I omgivningarna runt Villeta växer i huvudsak städsegrön lövskog.